# Pedro Jung
Johann Peter Jung, auch: „Pedro Jung“, (* 10. Juni 1808; † 11. Januar 1886) war ein deutscher Unternehmer, Kommunalpolitiker und Mäzen in Hanau.

## Leben
Pedro Jung erhielt zunächst eine Ausbildung als Küfer und konnte später die Firma „P.G. Hosse Witwe“ übernehmen, mit der er als Tabakfabrikant sozial aufstieg und zu Vermögen gelangte. Politisch war er in der Revolution von 1848 in Hanau führend aktiv. Hanau war in der Revolution – neben der Hauptstadt Kassel – das zweite Zentrum der Revolution im Kurfürstentum Hessen. Er war an der Delegation beteiligt, die dem Kurfürsten Friedrich Wilhelm I. das Hanauer Ultimatum überreichte und damit der Revolution im Kurfürstentum (vorübergehend) zum Erfolg verhalf. Später war er Mitbegründer des Hanauer „Credit-Vereins“, engagierte sich für den Bau des Brüder-Grimm-Nationaldenkmals und errichtete schließlich zusammen mit seiner Frau Auguste eine Stiftung, deren Erträge sozialen und kulturellen Projekten in der Stadt Hanau zugutekamen. Auch seine Villa mit Park vermachte das Ehepaar der Stadt Hanau, die darin später ein Waisenhaus errichtete. Die Villa wurde in den Luftangriffen auf Hanau während des Zweiten Weltkriegs zerstört, das Gelände dann ab den 1960er Jahren verwendet, um hier in Nutzungsnachfolge das Albert-Schweitzer-Kinderdorf Hanau zu errichten.
Pedro Jung wurde auf dem Hauptfriedhof Hanau bestattet.

## Ehrungen
Eine Straße, die an Park und Villa vorbeiführte, heißt heute: „Am Pedro-Jung-Park“.